# Garnet Wolseley, 1:e viscount Wolseley
Garnet Joseph Wolseley, 1:e viscount Wolseley, född 4 juni 1833 i Dublin, död 26 mars 1913 i Menton, var en brittisk fältmarskalk.

## Biografi
Wolseley inträdde som fänrik vid ett infanteriregemente 1852 i hären och kämpade i Burmakriget (1852 -53), där han sårades allvarligt, under Krimkriget, där han, som då övergått till ingenjörvapnet, likaledes svårt sårades under belägringen av Sevastopol (1855), under sepoysupproret i Indien (1857 - 58), då han var med vid belägringen och intagandet av Lucknow och försvaret av Alambagh, samt, som överstelöjtnant och generalkvartermästare vid den fransk-engelska expeditionskåren, i kinesiska fälttåget (1860).
År 1861 sändes han till Kanada för att organisera dess försvarskrafter, blev 1865 överste och ledde 1870 framgångsrikt expeditionen mot Red-river-indianerna. Åren 1871-73 var han biträdande generaladjutant i krigsministeriet. Åren 1873-74 hade han, som generalmajor, överbefälet i Ashantikriget. Han intog därunder huvudstaden Kumasi (februari 1874) och tvingade kungen till underkastelse.
För de stora framgångarna hedrades han med en nationalbelöning av 25 000 pund sterling, hedersborgarskap i London med mera. April 1874–november 1876 var han chef för "the auxiliary force", men utförde under loppet av 1875 ett uppdrag att sköta styrelsen över Natalkolonin och ordna dess försvar. Efter att sedan november 1876 ha varit ledamot av Indiska rådet och 1878 befordrats till generallöjtnant förordnades han i juli 1878 till styresman och högste befälhavare på Cypern. I juni 1879 avgick han till Sydafrika som guvernör över Natal och Transvaal. I denna egenskap bragte han Zulukriget till slut och tog kung Cetewayo till fånga.
I maj 1880 återvände han till England samt utnämndes samma år till generalkvartermästare och 1882 till generaladjutant för armén. Wolseley var högste befälhavare för den expedition, som 1882 sändes till det insurgerade Egypten för att bekämpa Ahmed Orabi. Han tillfogade Orabis här ett avgörande nederlag vid Tell-el-Kebir (13 september 1882), besatte Kairo och tog Orabi till fånga, varefter hela landet tvingades till underkastelse. För den lyckliga utgången belönades han med värdighet av baron Wolseley av Kairo och av Wolseley (i grevskapet Stafford), generals rang, en hedersgåva av 30 000 pund sterling med mera.
Som högstkommenderande i Egypten 1883-84 ledde han de operationer, som företogs till det av Gordon försvarade Khartoums befrielse. Khartoum föll dock i Muhammed Ahmeds händer, och efter en rad av blodiga strider med dennes armé var Wolseley tvungen att uppge provinsen Dongola och dra sig tillbaka till övre Egypten. Men för sin verksamhet upphöjdes Wolseley 1885 till viscount. Åren 1890-95 var han högstkommenderande på Irland. Under tiden hade han (1894) utnämnts till fältmarskalk. År 1895 efterträdde han hertigen av Cambridge som överbefälhavare för armén, vilken befattning han bibehöll till slutet av 1900, då han erhöll begärt avsked.
Han skrev Narrative of the war in China 1860 (1862), The soldier’s pocket book for field service (1869; 5:e upplagan 1886), The system of field manoeuvres best adapted for enabling our troops to meet a Continental army (1872), France as a military power in 1870 and 1878 (i "Nineteenth century", 1878) med flera uppsatser av militäriskt innehåll, Life of the duke of Marlborough (1894), Decline and fall of Napoleon (1895) samt The story of a soldier’s life (2 band, 1903). Han uppträdde därjämte som skönlitterär författare, med romanen Marley-Castle (1877).